# Falcarta bella
Falcarta bella (лат.) — вид вымерших насекомых семейства Maguviopseidae (Prosboloidea) из подотряда цикадовых отряда полужесткокрылых. Единственный вид в составе рода Falcarta. Древнейшие находки происходят из триаса Азии (Мадиген, Кыргызстан).

## Описание
Длина от 5,8 до 10,7 мм. Тегмен пунктированный, наиболее широк у середины его длины, жилки RP и RA изогнуты назад в дистальной части (стигмальная ячейка серповидная), ветви жилки M отклонены назад. Жилка M 4-7-ветвистая. Жилка Pcu субпараллельная к CuP. Жилка CuA2 обычно простая, редко 2-ветвистая. Вид был впервые описан по отпечаткам в 2011 году российским палеоэнтомологом Дмитрием Щербаковым (Палеонтологический институт РАН, Москва, Россия). Среди сестринских таксонов: †Asiocula, Cuanoma, Fasolinka, Krendelia, Maguviopsis, Nevicia, Nonescyta, Phyllotexta, Sacvoyagea, Sitechka.